# Омар Торихос
Омар Ефраин Торихос Херера (шп. Omar Efrain Torrijos Herrera; Сантијаго, 13. фебруар 1929 — близина Пенономеа, 31. јул 1981) био је панамски војни официр, де факто вођа државе од 1968. до 1981. године. Никад није био изабран на никакву јавну функцију и званично није био председник Панаме.

## Биографија
Рођен је у месту Сантијаго као шесто од дванаестеро деце. Након завршене основне и средње школе отишао је на војну академију. Тамо је остао неко време и дипломирао са чином потпоручника. Касније се усавршавао на војним школама Јужне Америке. Након стицања чина потпуковника, још се више заинтересовао за долазак на власт. Године 1966. унапређен је у чин пуковника.

### Вођа Панаме
Године 1968. извршио је пуч којим је свргнут демократски изабран председник Арнулфо Аријас (који је дошао на власт пучем 1931. године). Његов сарадник у пучу био је мајор Борис Мартинез. Касније га је Торихос протерао, а себе је промовисао у виши чин поставши бригадни генерал.
Међу његовим најпознатијим жртвама били су Ектор Гаљего, римокатолички свештеник и левичар Флојд Бритон. Своје противнике је прогонио, затварао и убијао. Уобичајена пракса уклањања противника режима била је да се хеликоптерима доведу над Тихи океан те онда баце у њега.
Његов режим активно је подупирала влада САД-а а један од његових спонзора био је и амерички председник Џими Картер. Његов најзначајнији потез за Панаму било је склапање тзв. споразумâ Торихос-Картер 1977. године, у којима је одлучено да САД препуштају Панами суверенитет над Панамским каналом 31. децембра 1999. године.
Проводио је разне реформе у јавном животу, пољопривреди и другим гранама привреде. То је за последицу имало највишу задуженост по глави становника на свету. Намеравао је да у земљу врати цивилну власт до 1984. године.
Погинуо је у авионској несрећи са навршене 52 године. Према неким теоријама, његово убиство извршено је уз помоћ САД, а заповед је дао Мануел Норијега (којем је Торихос био ментор).
Његов незаконити син, Мартин Торихос је победио на председничким изборима 2004. и био на власти до 2009. године.